# Walter Benner
Walter Benner (* 4. Oktober 1912 in Eilendorf; † 29. Dezember 2005 in Kelmis, Belgien; vollständiger Name Hugo Ernst Walther Benner) war ein deutscher Glasmaler.

## Leben
Walter Benner studierte von 1930 bis 1933 an der Kunstgewerbeschule Aachen und war Meisterschüler bei dem Glasmaler Wilhelm Rupprecht. Seit 1934 arbeitete er als freier Maler und technischer Zeichner.
1948 entstand als erstes dieser Art das Fenster „Maria und Johannes unter dem Kreuz“ für die Kirche St. Martin in Friesheim.
Seine bekanntesten Werke sind die zwischen 1949 und 1951 entstandenen Fenster des Aachener Domchores. Zusammen mit Anton Wendling erhielt er 1949 den Auftrag, die im Krieg zerstörten Glasfenster der Chorhalle neu zu entwerfen. Die mit etwa 27 Meter höchsten Fenster Europas regten in den 1950er Jahren zu heftigen Diskussionen über die Darstellbarkeit christlicher Themen an. Künstlerisch orientierte sich der figürlich malende Benner an Vorbildern des Mittelalters.
Walter Benner war verheiratet mit der Künstlerin Marga Benner-Royé.

## Werke (Auswahl)
- Glasfenster[3]
  - Aachener Dom, Aachen (1949–1951)
  - St. Serverin, Aachen-Eilendorf
  - Rathaus, Aachen-Eilendorf
  - Seniorenzentrum St. Severin, Aachen-Eilendorf
  - St. Nikolaus, Aldenhoven-Schleiden
  - St. Martin, Baesweiler-Oidtweiler
  - St. Peter, Bonn-Vilich
  - St. Magdalena, Dortmund-Lütgendortmund
  - St. Peter, Dortmund-Syburg
  - St. Peter, Düren-Birkesdorf
  - St. Suitbertus, Düsseldorf-Kaiserswerth (1948–55)
  - St. Aldegundis, Emmerich
  - St. Johannes Evangelist, Geilenkirchen-Prummern
  - St. Ägidius, Hellenthal-Wolfert
  - Stiftskirche St. Marien, Herdecke (1958/60)
  - St. Antonius, Herten
  - St. Mariä Verkündigung, Herzogenrath-Bank
  - St. Josef, Herzogenrath-Straß
  - St. Antonius, Hürtgenwald-Gey
  - St. Peter, Mechernich-Berg
  - Münster St. Vitus, Mönchengladbach
  - St. Mariä Rosenkranz, Mönchengladbach-Eicken
  - St. Marien, Mönchengladbach-Rheydt
  - St. Martini, Münster
  - Rathaus, Münster
  - Hüfferstiftung, Universität Münster
  - Zentralklinikum, Münster
  - St. Marien, Neuss (1953)
  - Heilig Kreuz, Nideggen-Wollersheim
  - St. Nikolaus, Nörvenich-Rath
  - Gymnasium Dionysianum, Rheine
  - Friedhof, Schwalmtal-Waldniel
  - St. Michael, Schwalmtal-Waldniel
  - Pfarrhaus, Schwalmtal-Waldniel
  - St. Wendelin, Simmerath-Woffelsbach
  - St. Johann Baptist, Stolberg-Vicht
  - St. Rochus, Zweifall
  - St. Katharina, Willich
  - St. Sebastian, Würselen
  - St. Dionysius, Übach-Palenberg